# 漢平東越之戰
漢平東越之戰是西漢漢武帝時期发生在东南方的一場戰役。戰爭初期，闽越（又称东越）軍隊曾取得對西漢軍隊的勝利，但在闽越武帝餘善被繇王居股、建成侯敖和越衍侯吳陽杀死後，閩越舉國降漢。

## 起因背景
西汉元鼎五年（前112年），南越丞相呂嘉發動政變，殺死南越哀王趙興及其母樛太后，另立新君。漢武帝聞訊後，調遣軍隊進攻南越。東越王余善上書長安請求率8000東越軍跟隨樓船將軍楊僕進攻南越。然而，余善行軍至揭陽後，便停止前進，並暗中與南越聯繫。直到漢軍攻克番禺（南越國都），東越軍始終沒有參與戰爭。楊僕上書奏請進攻閩越，但漢武帝以「士卒勞累」未准，僅下令各路將軍屯兵於豫章、梅嶺。
元鼎六年秋季（前111年8月3日－10月30日），余善听说楊僕上書進攻閩越，而且又見漢軍屯兵於漢閩邊界，十分憤怒，派兵阻塞汉朝的道路，还封将军驺力等人为“吞汉将军”，攻入白沙、武林、梅岭，杀死汉朝的三个校尉。余善刻「武帝」印璽，自立為皇帝。

## 戰爭過程
漢武帝得知消息後，決心進攻閩越，他以畏懦罪殺了避閩越兵鋒而撤退的大司農張成和原来的山州侯劉齒，調遣四路大軍圍攻閩越。第一路由楊僕率領，出武林，由崇安分水嶺入閩；第二路由橫海將軍韓說率領，出句章，乘船由海路進攻東冶；第三路由中尉王溫舒率領，經梅嶺，入閩西；第四路由戈船将军越侯严和下瀨將軍越侯甲率領，出若邪、白沙，進攻閩越東北。
面對漢軍進攻，余善前往漢陽督戰，指揮東越軍抗擊漢軍。他派徇北将军守武林，击败樓船軍的數个校尉，殺死大小军官。但漢軍馬上反擊。樓船軍的士兵、钱唐人辕终古（一作榬终古）斬殺徇北將軍，因此被封为御儿侯（一说语貌侯）。不久，四路漢軍都進入闽越境內。
在戰況不利情況下，余善統兵固守天險泉山。原来的越衍侯吳陽在此之前留在汉朝，汉朝派他回閩越劝诫余善，但余善不聽。等到横海将军韩说的部队到达闽越，吳陽便率領本邑700人攻打东越军于漢陽，使余善腹背受敵。面對漢軍的強大攻勢，閩越貴族內部分化，余善勢孤力單，不得不放棄泉山，逃回东冶（今福州）。
元封元年正月前（前110年1月28日前），繇王居股、建成侯敖和吴阳合謀，殺死余善，率部向橫海將軍韩说投降，闽越灭亡。余善死後，葬於東冶。
汉朝封繇王居股为东成侯，食邑1万户；封建成侯敖为开陵侯；封吴阳为北石侯（一说卯石侯）；封横海将军韩说为案道侯（一说按道侯）；封横海校尉刘福为缭嫈侯（刘福是城阳共王刘喜的儿子，原为海常侯，因犯法而失去爵位，从军时并未立功，因为是宗室的缘故得以封侯）。其余诸将都没有值得夸耀的战绩，因此没有封侯。东越将领多军，在汉兵到来的时候，弃军投降，因此被封为无锡侯。

## 影響
閩越亡國後，其疆土被納入漢朝的版圖中。汉武帝认为，闽越地势崎岖、道路险阻，闽越人剽悍，多次反叛，于是下诏命军队和官吏率领闽越民众徙居江淮。于是，闽越之地几乎变成无人区。部分闽越人逃入山谷未迁，后来，为管理他们，于西汉始元二年（前85年）设立冶县，隶属会稽郡。